# Sainte-Croix (Lot)
Sainte-Croix ist eine Ortschaft und eine Commune déléguée in der französischen Gemeinde Montcuq-en-Quercy-Blanc mit 76 Einwohnern (Stand: 1. Januar 2018) im Département Tarn-et-Garonne in der Region Okzitanien.
Die Gemeinde Sainte-Croix wurde mit Wirkung vom 1. Januar 2016 mit Montcuq, Belmontet, Lebreil und Valprionde zur Commune nouvelle Montcuq-en-Quercy-Blanc zusammengeschlossen. Seither ist sie eine Commune déléguée. Nachbarorte sind Belmontet im Norden, Montcuq im Osten, Lebreil im Süden und Valprionde im Westen.

## Bevölkerungsentwicklung
| Jahr      | 1962 | 1968 | 1975 | 1982 | 1990 | 1999 | 2008 | 2013 | 2018 |
| --------- | ---- | ---- | ---- | ---- | ---- | ---- | ---- | ---- | ---- |
| Einwohner | 72   | 65   | 63   | 41   | 52   | 69   | 81   | 70   | 76   |